# Ambikanagara
Ambikanagara é uma vila no distrito de Uttara Kannada, no estado indiano de Karnataka.

## Demografia
Segundo o censo de 2001, Ambikanagara tinha uma população de 4848 habitantes. Os indivíduos do sexo masculino constituem 51% da população e os do sexo feminino 49%. Ambikanagara tem uma taxa de literacia de 75%, superior à média nacional de 59,5%; com 55% para o sexo masculino e 45% para o sexo feminino. 9% da população está abaixo dos 6 anos de idade.